# Hoya elliptica
Hoya elliptica är en oleanderväxtart som beskrevs av Joseph Dalton Hooker. Hoya elliptica ingår i släktet Hoya och familjen oleanderväxter. Inga underarter finns listade i Catalogue of Life.